# Parafia Ducha Świętego w Sufczynie
Parafia Ducha Świętego w Sufczynie – parafia rzymskokatolicka znajdująca się w diecezji tarnowskiej, w dekanacie Porąbka Uszewska.

## Historia
Parafia pw. Ducha św. w Sufczynie została erygowana w 1982 r. Kościół parafialny wybudowano w latach 1981–1992 wg projektu Józefa Dutkiewicza. Poświęcenia i wmurowania kamienia węgielnego dokonał 6 czerwca w 1982 r. bp Jerzy Ablewicz, a świątynię konsekrował 17 maja 1998 r. bp Wiktor Skworc.

## Zasięg parafii
Do parafii należą wierni z miejscowości: Sufczyn i Łopoń z kaplicą dojazdową.

## Proboszczowie
- ks. Tadeusz Dłubacz (1982–1988)
- ks. Marian Cebula (1988–2002)
- ks. Józef Gajda (2002–2008)
- ks. Adam Bajorek (2008–2021)
- ks. Waldemar Cieśla (2021–2024)
- ks. Janusz Stachoń (od 2024)

Źródła: